# Leucobryum argentinicum
Leucobryum argentinicum är en bladmossart som beskrevs av C. Müller 1879. Leucobryum argentinicum ingår i släktet Leucobryum och familjen Dicranaceae. Inga underarter finns listade i Catalogue of Life.